# Афинно пространство
Афинно пространство в математиката е множество от точки {\displaystyle A\,} заедно с векторно пространство {\displaystyle V\,}(множество от вектори), като на всеки две точки от пространството се съпоставя точно един вектор от {\displaystyle V\,} и на всяка двойка точка - вектор от пространството се съпоставя единствена точка от {\displaystyle A\,}, т.е. две точки може да се извадят - при което се получава вектор и вектор може да се събере с точка - при което се получава друга точка. В афинното пространство, за разлика от напр. евклидовото, няма специална точка, която да служи за център. Размерността на едно афинно пространство е равна на размерността на съответното векторно пространство (максималния брой линейно независими вектори от {\displaystyle V\,}, може и {\displaystyle \infty }). Афинните пространства са естествен обект на изучаване в афинната геометрия.